# Swainsons jufferduif
De Swainsons jufferduif (Ptilinopus regina) is een vogel uit de familie Columbidae (duiven). De Nederlandse naam verwijst naar William Swainson die deze vogel in 1825 heeft beschreven.

## Verspreiding en leefgebied
Deze soort komt voor op de Kleine Soenda-eilanden en noordelijk en oostelijk Australië en telt vijf ondersoorten:
- P. r. flavicollis: Flores, Roti, Savoe, Semau en westelijk Timor (Kleine Soenda-eilanden).
- P. r. roseipileum: oostelijk Timor, Wetar, Romang, Kisar, Moa en de Leti-eilanden (Kleine Soenda-eilanden).
- P. r. xanthogaster: Banda-eilanden, Kei-eilanden, Damer, Sermata, Babar, Tanimbar-eilanden en de Aru-eilanden.
- P. r. ewingii: noordelijk Australië en Melville-eiland.
- P. r. regina: noordoostelijk en oostelijk Australië, Straat Torres.